# 絶叫 (イラストレーター)
絶叫（ぜっきょう）は、日本の漫画家、イラストレーター。女性。日本デザイナー学院卒。

## 人物・エピソード
- 妹がいる。
- ブログや、単行本の後書きなどで下ネタを多用する。

## 作品リスト

### 漫画
- とらドラ!（原作:竹宮ゆゆこ。『月刊コミック電撃大王』（アスキー・メディアワークス）連載中。既刊11巻）
- じゅっTEN!（『月刊ComicREX』（一迅社）全2巻）

### 挿絵
- やってきたよ、ドルイドさん!（作：志瑞祐、MF文庫J刊。全3巻）

### アンソロジーコミック
- ゼロサムオリジナルアンソロジーシリーズArcana　Arcana 9（変化☆擬人化）（一迅社）

### エンドカード
- かんなぎ（第8話イラスト）
- ef - a tale of melodies.（第5話イラスト）
- 快盗天使ツインエンジェル〜キュンキュン☆ときめきパラダイス!!〜（第10話イラスト）